# Euro Pool System
Euro Pool System es un operador de sistemas de envases reutilizables con sede en Rijswijk ( Países Bajos ). La compañía alquila cajas y contenedores reutilizables para frutas, verduras, alimentos preparados y huevos a productores y minoristas. Los envases que alquilan son también denominados Embalajes Reutilizables de Transporte (ERT).

## Historia
La empresa fue fundada en 1992 por la asociación de subastas en Países Bajos, Bélgica y Alemania. De esta cooperación surgió la creación de una serie de envases comunes. Posteriormente en 1996 la empresa se independizó de las subastas pasando a tener dirección propia. 
En 1997, se presentó al mercado una nueva tipología de envases plegables.
En Benelux, las cajas plegables azules han sido comunes en los principales supermercados. Hasta que en 2021, la compañía inició un plan para reemplazarlas por cajas plegables verdes.